# SIUH Community Park
Le SIUH Community Park est un stade de baseball d'une capacité de 8 171 places situé sur Staten Island, à New York, aux États-Unis.

## Histoire
Il est le domicile des FerryHawks de Staten Island, club de ligue mineure évoluant dans l'Atlantic League, ainsi que des Seahawks du Wagner College.
Le stade est desservi par la station Richmond County Bank Ballpark de la ligne ferroviaire de Staten Island.